# Гіацинт (мінерал)
Гіаци́нт (лат. hyacinthus від грец. υάκινθος) — мінерал.

## Етимологія та історія
Назва — за однойменною рослиною, забарвлення квітів дикого різновиду якої нагадує колір цих каменів. Припускається, що від лат. hyacinthus через посередництво середньоверхньонімецької мови jâchant походить і слово «яхонт».
Гіацинт згадується також в Об'явленні Івана Богослова. Там говориться, що він належить до 12 дорогоцінних біблійних каменів, що прикрашали основу стін Єрусалиму.
В українській науковій літературі гіацинт вперше описаний в лекції «Про камені та геми» Феофана Прокоповича (Києво-Могилянська академія, 1705—1709 рр.).

## Загальний опис
1) Мінерал класу силікатів, прозорий ювелірний різновид циркону густо-червоного, жовто-коричневого, оранжево-червоного або коричнево-червоного кольору. Хімічна формула: Zr[SiO4].
Сингонія: тетрагональна.
Твердість 6,5-7,5. Густина 3,9-4,7. Риса — біла. Блиск сильний скляний або алмазний. Дуже крихкий, злам раковистий.
Часто містить домішки радіоактивних елементів. При тривалому впливі сонячних променів гіацинт темніє і стає тьмяним. Гіацинти можна знебарвити шляхом сильного нагрівання в окиснювальній атмосфері. Безбарвні циркони схожі на діаманти завдяки високим показникам заломлення.
Камінь утворюється в різних умовах, хоча найбільші його кристали можна побачити в пегматитових жилах.
2) Застаріла назва самоцвітів — яхонт.
Гіацинт — дорогоцінний камінь IV-го порядку. Дуже рідкісний, цінується колекціонерами, ювелірами. Огранювання зазвичай фасеткове, як у діаманта, рідко кабошон. Вага каменю зазвичай 1-4 карати, виключно рідко до 10 карат. Найбільший у світі огранований гіацинт важить 75,8 карата (червоно-бурий, із М'янми).
Гіацинт зустрічається разом з іншими цирконами в дорогоцінних каменях Цейлону, а дуже тонкі камені були знайдені у вигляді гальки в Маджі в Новому Південному Уельсі, Австралія. Кристали циркону з усіма типовими ознаками гіацинту зустрічаються у Центральній Франції, але вони недостатньо великі для різання.
Найбільші родовища в Таїланді, Камбоджі, В'єтнамі, Республіка Саха (РФ), Південній Африці, на Уралі, (РФ), в Шрі-Ланці, Мадагаскарі, Бразилії, Австралії.

## Різновиди
Розрізняють:
- гіацинт-гранат (відміна гросуляру коричневого кольору);
- гіацинт гренландський (евдіаліт);
- гіацинт іспанський (кварц червоного кольору);
- гіацинт компостельський (відміна кварцу з Сантьяго-де-Компостела, провінція Ла-Корунья, Іспанія, забарвлена оксидами заліза у червоний колір);
- гіацинт підробний (застаріла загальна назва гесоніту, спесартину, везувіану, залізистого кварцу);
- гіацинт східний (торговельна назва корунду червонувато-жовтого кольору);
- гіацинт-топаз (1. Торговельна циркону; 2. Те саме, що гіацинт східний).

## Інтернет-ресурси
- Britannica/Hyacinth_(mineral) [Архівовано 2 квітня 2022 у Wayback Machine.]